# Шушинский филиал Азербайджанского национального музея ковра
Шушинский филиал Азербайджанского национального музея ковра (азерб. Azərbaycan Milli Xalça Muzeyinin Şuşa filialı), также известный как Шушинский музей ковра (азерб. Şuşa Xalça Muzeyi), — азербайджанский музей карабахского ковра, действовавший в 1987—1992 годах в Шуше, в 1992—2023 годах — в Баку, а с 2023 года  — снова действующий в Шуше.

## История
Шушинский филиал Государственного музея азербайджанского ковра и народно-прикладного искусства был создан в соответствии с приказом № 502 Министерства культуры Азербайджанской ССР от 26 сентября 1985 года с целью изучения, охраны и сохранения традиции карабахского ковроткачества. Филиал начал свою деятельность 19 мая 1987 года в особняке XVIII века, ранее принадлежавшем генералу Самед-беку Мехмандарову.
Филиал действовал пять лет, до 8 мая 1992 года, когда город Шуша в результате Первой карабахской войны перешёл под контроль непризнанной Нагорно-Карабахской Республики (НКР) и музей прекратил свою деятельность в Шуше. На его месте армянской стороной был размещён Шушинский историко-краеведческий музей.
29 февраля 1992 года 183 из 246 экспонатов Шушинского филиала (80 ковров с ворсом, 35 ковров и ковровых изделий без ворса, 29 предметов художественной вышивки и национальной одежды, 39 предметов ювелирного искусства) были эвакуированы в Барду, а затем привезены и переданы в основной фонд Азербайджанского музея ковра в Баку.

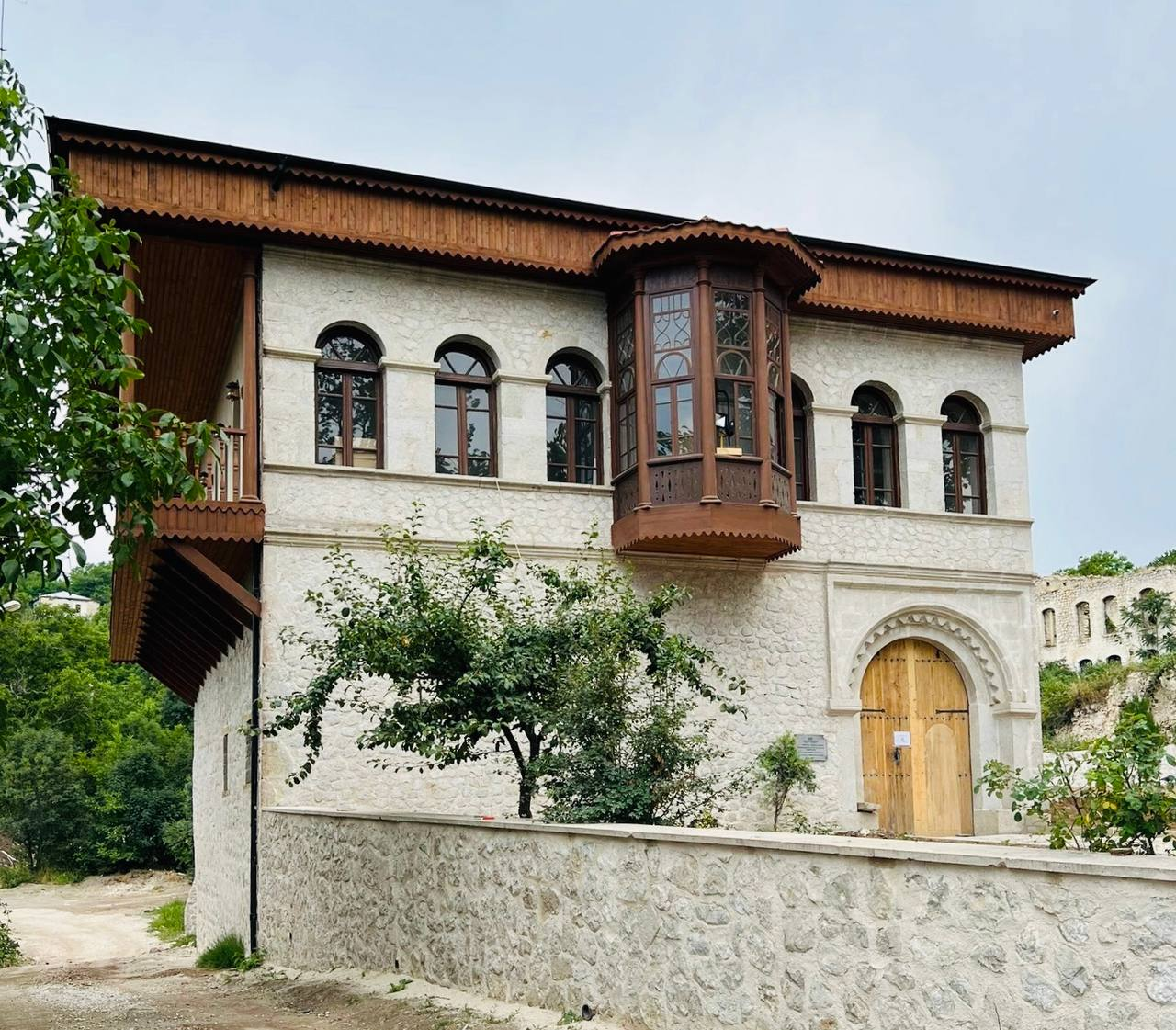
Дом Мехмандаровых (бывшее здание музейного филиала), состояние здания на 2023 год

В Шушинском филиале были представлены ворсовые и безворсовые ковры, ковровые изделия, художественная вышивка, национальная одежда, украшения и образцы художественного металла, отобранные из основной коллекции Азербайджанского государственного музея ковра и народно-прикладного искусства.
Из 8 музеев, действовавших в Шуше, только Азербайджанский музей ковра смог сохранить более половины своих экспонатов. Среди сохранившихся экспонатов традиционные Карабахские ворсовые и безворсные ковровые изделия «Шабалид-бута», «Малыбейли», «Годжа», «Бахманлы», «Атлы-итли», «Ханлык», «Челеби», «Ачма-юмма», а также художественной вышивки, национальных костюмы и украшения.
В 2016 году к годовщине потери контроля Азербайджаном над Шушой был впервые подготовлен директором Азербайджанского национального музея ковра, доктором философии в области искусствоведения Ширин Меликовой каталог экспонатов, спасенных из Шушинского филиала.
В 2020 году в ходе Второй карабахской войны контроль Азербайджана над Шушой был восстановлен. После этого, на одной из культурных мероприятий в Шуше — выставке «Снова в родном краю. Жемчужины искусства Карабаха», Азербайджанским национальным музеем ковра при организационной поддержке Фонда Гейдара Алиева экспонировались 32 экспоната.
По данным издания Sputnik Азербайджан, в 2021—2023 годах здание для музея проходило реставрацию, а 10 мая 2023 года, в день рождения бывшего президента Азербайджана Гейдара Алиева, Шушинский филиал был вновь открыт в самой Шуше. Музейный филиал был открыт в бывшем жилом доме, который является памятником архитектуры XIX века.

## Сотрудничество
Шушинский филиал музея сотрудничает с действующим в США «Карабахским фондом» с целью популяризации образцов ковров, принадлежащих карабахской школе, в зарубежных странах. Восстановление и развитие забытых текстильных технологий Карабаха является одним из основных проектов Шушинского филиала Азербайджанского государственного музея ковра. Сотрудники Шушинского филиала Государственного музея азербайджанского ковра и народно-прикладного искусства подготовили эскизы старинных ковров «Челеби», «Бахманлы» и «Малыбейли», принадлежащих карабахской школе, и передали их в ковровую мастерскую для ткачества.